# Ocidental do Tocantins
Ocidental do Tocantins è una mesoregione dello Stato del Tocantins in Brasile.

## Microregioni
È suddivisa in 5 microregioni:
- Araguaína
- Bico do Papagaio
- Gurupi
- Miracema do Tocantins
- Rio Formoso